# Солер, Антонио
Анто́нио Франси́ско Хавье́р Хосе́ Соле́р и Ра́мос (исп. Antonio Francisco Javier José Soler y Ramos; часто просто Падре Солер; крещён 3 декабря 1729, Олот — 20 декабря 1783, Эскориал) — испанский композитор, органист, теоретик музыки, философ, католический священник, музыковед, капельмейстер.

## Биография
С 6-летнего возраста пел в хоре мальчиков монастыря Монтсеррат, в 15 лет (1744) назначен органистом в кафедральный собор города Сео-де-Уржель, в 23 года постригся в монахи ордена Св. Иеронима (иеронимиты). Бо́льшая часть жизни Солера прошла в Эскориале в монашеском служении — включавшем, впрочем, и уроки музыки, в том числе и инфанту Габриэлю, сыну испанского короля Карла III.

## Творчество
В творческом наследии Солера около 500 произведений — преимущественно небольших клавирных сонат; в этом жанре Солер воспринимается сегодня как главный соперник Доменико Скарлатти, у которого учился в Эскориале. Как и у Скарлатти, у Солера преобладает ранняя, одночастная форма сонаты, хотя встречаются и произведения в трёх и даже четырёх частях.

## Наследие
В XX веке, когда Солер был заново открыт после почти 200 лет забвения, его клавирные сонаты исполняются на фортепиано, клавесине, органе и арфе. Солеру принадлежат также органные произведения, мессы, мотеты, камерная музыка.